# Számtan
A számtan a matematikának legrégebbi és legszerteágazóbb területe, amely a számokkal, a számolás tudományával: a számok közötti műveletekkel, számolási szabályokkal foglalkozik. 
Az iskolában a számtan keretében tárgyalják a valós számokkal végzett számításokat (összeadás–kivonás, szorzás–osztás stb.) valamint a különféle hosszúsági, területi és térfogati mértékegységeket és ezek átszámítását is (mértan). A számfogalom bevezetésével (negatív számok, racionális számok értelmezése), a tizedestörtekkel való számolással kezdődik. 
A számtan nem tekinthető a matematika önálló részének. Nem szabad összetéveszteni a számelmélettel.